# Acanthispa diversicornis
Acanthispa diversicornis es un coleóptero de la familia Chrysomelidae. Fue descrita en 1927 por Maurice Pic como Acanthodes diversicornis.